# Elecciones estatales de Sabah de 2013
Las elecciones estatales de Sabah de 2013 tuvieron lugar el 5 de mayo del mencionado año, al mismo tiempo que las elecciones federales para el Dewan Rakyat de Malasia a nivel nacional. Se debían renovar los 60 escaños de la Asamblea Legislativa Estatal, que a su vez investiría a un Ministro Principal para el período 2013-2018, a no ser que la Asamblea se disolviera antes de tiempo y se convocara a nuevas elecciones.
El Barisan Nasional (Frente Nacional), oficialista a nivel federal, obtuvo otra resonante victoria con el 63.33% de los votos y conservó una mayoría de dos tercios de 48 escaños, aunque perdió 11 bancas con respecto a 2008. En las anteriores elecciones había obtenido casi la totalidad de los escaños. Sin embargo, esta pérdida fue relativa, pues la principal oposición, el Pakatan Rakyat (Pacto Popular) obtuvo solo el 32.36% de los votos, estancándose en el resultado de los anteriores comicios, mientras que el Partido de la Reforma Estatal (STAR) y el Partido Progresista de Sabah (SAPP), recortaron el voto opositor y recibieron el 5.63% y el 3.69%, respectivamente, con un escaño ocupado por Jeffrey Kitingan, líder del STAR. El SAPP, que había abandonado el BN en 2008, perdió toda representación.
La participación se incrementó considerablemente, llegando a un 79.87% con respecto al 67.47% de 2008.

## Resultado por circunscripción estatal
| Candidato                      | Partido       | Votos | Mayoría | Participación                                                                |  |
| ------------------------------ | ------------- | ----- | ------- | ---------------------------------------------------------------------------- |  |
|                                |               |       |         |                                                                              |  |
| N01 - BANGGI                   |               |       |         |                                                                              |  |
| Abd Mijul Unaini               | BN - UMNO     | 4293  | 3239    | Votantes registrados: 9886 Participación: 7257 (73,4%) Votos anulados: 256   |  |
| Mursalim Tanjul                | Independiente | 642   |         | Votantes registrados: 9886 Participación: 7257 (73,4%) Votos anulados: 256   |  |
| Jae-ly Medong                  | SAPP          | 533   |         | Votantes registrados: 9886 Participación: 7257 (73,4%) Votos anulados: 256   |  |
| Abdul Razak Abdul Salam        | PR - PKR      | 1054  |         | Votantes registrados: 9886 Participación: 7257 (73,4%) Votos anulados: 256   |  |
| Mohd Arifin Abdul Salam        | STAR          | 479   |         | Votantes registrados: 9886 Participación: 7257 (73,4%) Votos anulados: 256   |  |
| N02 - TANJONG KAPOR            |               |       |         |                                                                              |  |
| Zainal Nasiruddin              | MUPP          | 363   |         | Votantes registrados: 22486 Participación: 17364 (77,2%) Votos anulados: 398 |  |
| Alexander Anthony              | Independiente | 35    |         | Votantes registrados: 22486 Participación: 17364 (77,2%) Votos anulados: 398 |  |
| Hendiri Minar                  | STAR          | 273   |         | Votantes registrados: 22486 Participación: 17364 (77,2%) Votos anulados: 398 |  |
| Tsen Heng Chong                | SAPP          | 500   |         | Votantes registrados: 22486 Participación: 17364 (77,2%) Votos anulados: 398 |  |
| Teo Chee Kang                  | BN - LDP      | 8890  | 1985    | Votantes registrados: 22486 Participación: 17364 (77,2%) Votos anulados: 398 |  |
| Chin Chung Kui                 | PR - PKR      | 6905  |         | Votantes registrados: 22486 Participación: 17364 (77,2%) Votos anulados: 398 |  |
| N03 - PITAS                    |               |       |         |                                                                              |  |
| Johnes Piut                    | SAPP          | 232   |         | Votantes registrados: 14931 Participación: 11745 (78,7%) Votos anulados: 354 |  |
| Awang Latip Abdul Salam        | KITA          | 138   |         | Votantes registrados: 14931 Participación: 11745 (78,7%) Votos anulados: 354 |  |
| Maklin Masiau                  | STAR          | 3111  |         | Votantes registrados: 14931 Participación: 11745 (78,7%) Votos anulados: 354 |  |
| Bolkiah Ismail                 | BN - UMNO     | 6934  | 3823    | Votantes registrados: 14931 Participación: 11745 (78,7%) Votos anulados: 354 |  |
| Dausieh Queck                  | PR - PAS      | 976   |         | Votantes registrados: 14931 Participación: 11745 (78,7%) Votos anulados: 354 |  |
| N04 - MATUNGGONG               |               |       |         |                                                                              |  |
| Sarapin Magana                 | BN - PBS      | 6627  |         | Votantes registrados: 20005 Participación: 15901 (79,5%) Votos anulados: 370 |  |
| Richard Jiun                   | SAPP          | 367   |         | Votantes registrados: 20005 Participación: 15901 (79,5%) Votos anulados: 370 |  |
| Marunsai Dawai                 | STAR          | 1536  |         | Votantes registrados: 20005 Participación: 15901 (79,5%) Votos anulados: 370 |  |
| Jelin Dasanap                  | PR - PKR      | 6947  | 320     | Votantes registrados: 20005 Participación: 15901 (79,5%) Votos anulados: 370 |  |
| Jolius Majawai                 | Independiente | 54    |         | Votantes registrados: 20005 Participación: 15901 (79,5%) Votos anulados: 370 |  |
| N05 - TANDEK                   |               |       |         |                                                                              |  |
| Andonny Pilit                  | PR - PKR      | 4124  |         | Votantes registrados: 22264 Participación: 17170 (77,1%) Votos anulados: 599 |  |
| Jebon Janaun                   | STAR          | 2668  |         | Votantes registrados: 22264 Participación: 17170 (77,1%) Votos anulados: 599 |  |
| Henry Yapolai Kundapit         | SAPP          | 380   |         | Votantes registrados: 22264 Participación: 17170 (77,1%) Votos anulados: 599 |  |
| Anita Baranting                | BN - PBS      | 9399  | 5275    | Votantes registrados: 22264 Participación: 17170 (77,1%) Votos anulados: 599 |  |
| N06 - TEMPASUK                 |               |       |         |                                                                              |  |
| Abdul Malik Mohed              | SAPP          | 319   |         | Votantes registrados: 16889 Participación: 14193 (84%) Votos anulados: 325   |  |
| Laiman Ikin                    | PR - PAS      | 3285  |         | Votantes registrados: 16889 Participación: 14193 (84%) Votos anulados: 325   |  |
| Suwah Buleh                    | STAR          | 1769  |         | Votantes registrados: 16889 Participación: 14193 (84%) Votos anulados: 325   |  |
| Musbah Jamli                   | BN - UMNO     | 8495  | 5210    | Votantes registrados: 16889 Participación: 14193 (84%) Votos anulados: 325   |  |
| N07 - KADAMAIAN                |               |       |         |                                                                              |  |
| Timbon Lagadan                 | BN - PBS      | 4988  |         | Votantes registrados: 15924 Participación: 13590 (85,3%) Votos anulados: 301 |  |
| Jeremmy Ukoh Malajad           | PR - PKR      | 5877  | 889     | Votantes registrados: 15924 Participación: 13590 (85,3%) Votos anulados: 301 |  |
| Rubbin Guribah                 | STAR          | 1877  |         | Votantes registrados: 15924 Participación: 13590 (85,3%) Votos anulados: 301 |  |
| Peter Marajin                  | SAPP          | 547   |         | Votantes registrados: 15924 Participación: 13590 (85,3%) Votos anulados: 301 |  |
| N08 - USUKAN                   |               |       |         |                                                                              |  |
| Md Salleh Md Said              | BN - UMNO     | 10879 | 6812    | Votantes registrados: 18736 Participación: 15603 (83,3%) Votos anulados: 372 |  |
| Bakhruddin Ismail              | STAR          | 285   |         | Votantes registrados: 18736 Participación: 15603 (83,3%) Votos anulados: 372 |  |
| Mustapha Sakmud                | PR - PKR      | 4067  |         | Votantes registrados: 18736 Participación: 15603 (83,3%) Votos anulados: 372 |  |
| N09 - TAMPARULI                |               |       |         |                                                                              |  |
| Wilfred Mojilip Bumburing      | PR - PKR      | 6862  | 383     | Votantes registrados: 17291 Participación: 14428 (83,4%) Votos anulados: 187 |  |
| Linggu Bukut                   | STAR          | 589   |         | Votantes registrados: 17291 Participación: 14428 (83,4%) Votos anulados: 187 |  |
| Stephan Gaimin                 | SAPP          | 185   |         | Votantes registrados: 17291 Participación: 14428 (83,4%) Votos anulados: 187 |  |
| James Ongkili Jr               | Independiente | 126   |         | Votantes registrados: 17291 Participación: 14428 (83,4%) Votos anulados: 187 |  |
| Jahid Jahim                    | BN - PBS      | 6479  |         | Votantes registrados: 17291 Participación: 14428 (83,4%) Votos anulados: 187 |  |
| N10 - SULAMAN                  |               |       |         |                                                                              |  |
| Hajiji Noor                    | BN - UMNO     | 13065 | 10441   | Votantes registrados: 19616 Participación: 17044 (86,9%) Votos anulados: 449 |  |
| David Orok                     | STAR          | 225   |         | Votantes registrados: 19616 Participación: 17044 (86,9%) Votos anulados: 449 |  |
| Arifin Harith                  | Independiente | 66    |         | Votantes registrados: 19616 Participación: 17044 (86,9%) Votos anulados: 449 |  |
| Gulabdin Enjih                 | PR - PKR      | 2624  |         | Votantes registrados: 19616 Participación: 17044 (86,9%) Votos anulados: 449 |  |
| Ali Bakar Kawi                 | Independiente | 615   |         | Votantes registrados: 19616 Participación: 17044 (86,9%) Votos anulados: 449 |  |
| N11 - KIULU                    |               |       |         |                                                                              |  |
| Tindil Gonsobil                | SAPP          | 129   |         | Votantes registrados: 11444 Participación: 9288 (81,2%) Votos anulados: 171  |  |
| John Hussein                   | Independiente | 517   |         | Votantes registrados: 11444 Participación: 9288 (81,2%) Votos anulados: 171  |  |
| Rhodes Panilau                 | PR - PKR      | 3701  |         | Votantes registrados: 11444 Participación: 9288 (81,2%) Votos anulados: 171  |  |
| Terence Sinti                  | STAR          | 1025  |         | Votantes registrados: 11444 Participación: 9288 (81,2%) Votos anulados: 171  |  |
| Joniston Bangkuai              | BN - PBS      | 3745  | 44      | Votantes registrados: 11444 Participación: 9288 (81,2%) Votos anulados: 171  |  |
| N12 - KARAMBUNAI               |               |       |         |                                                                              |  |
| Muali Aching                   | PR - PKR      | 5542  |         | Votantes registrados: 28940 Participación: 23341 (80,7%) Votos anulados: 661 |  |
| Ag Maidin Ag Apong             | Independiente | 171   |         | Votantes registrados: 28940 Participación: 23341 (80,7%) Votos anulados: 661 |  |
| Aziz Ibrahim                   | SAPP          | 1977  |         | Votantes registrados: 28940 Participación: 23341 (80,7%) Votos anulados: 661 |  |
| Rano Susulan                   | Independiente | 916   |         | Votantes registrados: 28940 Participación: 23341 (80,7%) Votos anulados: 661 |  |
| Jainab Ahmad                   | BN - UMNO     | 14074 | 8532    | Votantes registrados: 28940 Participación: 23341 (80,7%) Votos anulados: 661 |  |
| N13 - INANAM                   |               |       |         |                                                                              |  |
| Roland Chia Ming Shen          | PR - PKR      | 8926  | 3202    | Votantes registrados: 24428 Participación: 20074 (82,2%) Votos anulados: 421 |  |
| Eric Majimbun                  | SAPP          | 5003  |         | Votantes registrados: 24428 Participación: 20074 (82,2%) Votos anulados: 421 |  |
| Joseph Paulus Lantip           | BN - PBS      | 5724  |         | Votantes registrados: 24428 Participación: 20074 (82,2%) Votos anulados: 421 |  |
| N14 - LIKAS                    |               |       |         |                                                                              |  |
| Wong Hong Jun                  | PR - DAP      | 7746  | 5652    | Votantes registrados: 15312 Participación: 11581 (75,6%) Votos anulados: 99  |  |
| Chin Shu Ying                  | BN - LDP      | 2094  |         | Votantes registrados: 15312 Participación: 11581 (75,6%) Votos anulados: 99  |  |
| Yong Teck Lee                  | SAPP          | 1487  |         | Votantes registrados: 15312 Participación: 11581 (75,6%) Votos anulados: 99  |  |
| Ho Cheong Tshun                | STAR          | 155   |         | Votantes registrados: 15312 Participación: 11581 (75,6%) Votos anulados: 99  |  |
| N15 - API-API                  |               |       |         |                                                                              |  |
| Liew Chin Jin                  | PR - PKR      | 5853  | 795     | Votantes registrados: 15115 Participación: 12099 (80%) Votos anulados: 309   |  |
| Marcel Jude Joseph             | Independiente | 14    |         | Votantes registrados: 15115 Participación: 12099 (80%) Votos anulados: 309   |  |
| Wong Yit Ming                  | SAPP          | 713   |         | Votantes registrados: 15115 Participación: 12099 (80%) Votos anulados: 309   |  |
| Felix Chong Kat Fah            | STAR          | 152   |         | Votantes registrados: 15115 Participación: 12099 (80%) Votos anulados: 309   |  |
| Yee Moh Chai                   | BN - PBS      | 5058  |         | Votantes registrados: 15115 Participación: 12099 (80%) Votos anulados: 309   |  |
| N16 - LUYANG                   |               |       |         |                                                                              |  |
| Chia Chui Ket                  | SAPP          | 1694  |         | Votantes registrados: 20142 Participación: 15813 (78,5%) Votos anulados: 110 |  |
| Shim Tshin Nyuk                | BN - MCA      | 2537  |         | Votantes registrados: 20142 Participación: 15813 (78,5%) Votos anulados: 110 |  |
| Hiew King Cheu                 | PR - DAP      | 11213 | 8676    | Votantes registrados: 20142 Participación: 15813 (78,5%) Votos anulados: 110 |  |
| Jafery Jomion                  | STAR          | 259   |         | Votantes registrados: 20142 Participación: 15813 (78,5%) Votos anulados: 110 |  |
| N17 - TANJONG ARU              |               |       |         |                                                                              |  |
| Yong Oui Fah                   | BN - PBS      | 9099  | 3690    | Votantes registrados: 21951 Participación: 17049 (77,7%) Votos anulados: 458 |  |
| Salleh Tiaseh                  | STAR          | 750   |         | Votantes registrados: 21951 Participación: 17049 (77,7%) Votos anulados: 458 |  |
| Hamid Ismail                   | PR - PAS      | 5409  |         | Votantes registrados: 21951 Participación: 17049 (77,7%) Votos anulados: 458 |  |
| Yong We Kong                   | SAPP          | 1333  |         | Votantes registrados: 21951 Participación: 17049 (77,7%) Votos anulados: 458 |  |
| N18 - PETAGAS                  |               |       |         |                                                                              |  |
| Awang Ahmad Sah                | STAR          | 1111  |         | Votantes registrados: 15500 Participación: 12733 (82,1%) Votos anulados: 267 |  |
| Yahyah Hussin                  | BN - UMNO     | 8504  | 5653    | Votantes registrados: 15500 Participación: 12733 (82,1%) Votos anulados: 267 |  |
| Mat Yunin Atin                 | PR - PKR      | 2851  |         | Votantes registrados: 15500 Participación: 12733 (82,1%) Votos anulados: 267 |  |
| N19 - KAPAYAN                  |               |       |         |                                                                              |  |
| Khoo Keok Hai                  | BN - MCA      | 5733  |         | Votantes registrados: 26806 Participación: 21719 (81%) Votos anulados: 216   |  |
| Phillip Among                  | STAR          | 20    |         | Votantes registrados: 26806 Participación: 21719 (81%) Votos anulados: 216   |  |
| Edwin Bosi                     | PR - DAP      | 13020 | 7287    | Votantes registrados: 26806 Participación: 21719 (81%) Votos anulados: 216   |  |
| Chong Pit Fah                  | SAPP          | 2030  |         | Votantes registrados: 26806 Participación: 21719 (81%) Votos anulados: 216   |  |
| N20 - MOYOG                    |               |       |         |                                                                              |  |
| Terrence Siambun               | PR - PKR      | 7462  | 1682    | Votantes registrados: 17604 Participación: 14828 (84,2%) Votos anulados: 204 |  |
| Bernard Lawrence Solibun       | STAR          | 603   |         | Votantes registrados: 17604 Participación: 14828 (84,2%) Votos anulados: 204 |  |
| Danim Siap                     | SAPP          | 779   |         | Votantes registrados: 17604 Participación: 14828 (84,2%) Votos anulados: 204 |  |
| Philip Benedict Lasimbang      | BN - UPKO     | 5780  |         | Votantes registrados: 17604 Participación: 14828 (84,2%) Votos anulados: 204 |  |
| N21 - KAWANG                   |               |       |         |                                                                              |  |
| Kefli Safar                    | PR - PKR      | 3401  |         | Votantes registrados: 19888 Participación: 17093 (85,9%) Votos anulados: 237 |  |
| Edward Dagul                   | SAPP          | 906   |         | Votantes registrados: 19888 Participación: 17093 (85,9%) Votos anulados: 237 |  |
| Akop Damsah                    | STAR          | 248   |         | Votantes registrados: 19888 Participación: 17093 (85,9%) Votos anulados: 237 |  |
| Ghulamhaidar Khan Bahadar      | BN - UMNO     | 12301 | 8900    | Votantes registrados: 19888 Participación: 17093 (85,9%) Votos anulados: 237 |  |
| N22 - PANTAI MANIS             |               |       |         |                                                                              |  |
| Abdul Rahim Ismail             | BN - UMNO     | 9639  | 4409    | Votantes registrados: 18886 Participación: 16114 (85,3%) Votos anulados: 239 |  |
| Noraizal Mohd Noor             | SAPP          | 403   |         | Votantes registrados: 18886 Participación: 16114 (85,3%) Votos anulados: 239 |  |
| Fred Gabriel                   | PR - PKR      | 5230  |         | Votantes registrados: 18886 Participación: 16114 (85,3%) Votos anulados: 239 |  |
| Baharudin Nayan                | STAR          | 603   |         | Votantes registrados: 18886 Participación: 16114 (85,3%) Votos anulados: 239 |  |
| N23 - BONGAWAN                 |               |       |         |                                                                              |  |
| Mohamad Alamin                 | BN - UMNO     | 7443  | 3392    | Votantes registrados: 14855 Participación: 12866 (86,6%) Votos anulados: 261 |  |
| Awang Talip Awang Bagul        | SAPP          | 335   |         | Votantes registrados: 14855 Participación: 12866 (86,6%) Votos anulados: 261 |  |
| Ibrahim Menudin                | PR - PKR      | 4051  |         | Votantes registrados: 14855 Participación: 12866 (86,6%) Votos anulados: 261 |  |
| Ak Aliuddin Mohd Tahir         | Independiente | 455   |         | Votantes registrados: 14855 Participación: 12866 (86,6%) Votos anulados: 261 |  |
| Assim Matali                   | STAR          | 321   |         | Votantes registrados: 14855 Participación: 12866 (86,6%) Votos anulados: 261 |  |
| N24 - MEMBAKUT                 |               |       |         |                                                                              |  |
| Mohd Arifin Mohd Arif          | BN - UMNO     | 6547  | 3510    | Votantes registrados: 11790 Participación: 10023 (85%) Votos anulados: 237   |  |
| Narawi Ahmad                   | PR - PKR      | 3037  |         | Votantes registrados: 11790 Participación: 10023 (85%) Votos anulados: 237   |  |
| Banjimin Ondoi                 | SAPP          | 300   |         | Votantes registrados: 11790 Participación: 10023 (85%) Votos anulados: 237   |  |
| Jaapar Ag Gador                | STAR          | 139   |         | Votantes registrados: 11790 Participación: 10023 (85%) Votos anulados: 237   |  |
| N25 - KLIAS                    |               |       |         |                                                                              |  |
| Mohd Sanusi Taripin            | SAPP          | 182   |         | Votantes registrados: 15337 Participación: 13064 (85,2%) Votos anulados: 342 |  |
| Aliapa Osman                   | STAR          | 71    |         | Votantes registrados: 15337 Participación: 13064 (85,2%) Votos anulados: 342 |  |
| Lajim Ukin                     | PR - PKR      | 6324  | 179     | Votantes registrados: 15337 Participación: 13064 (85,2%) Votos anulados: 342 |  |
| Isnin Aliasnih                 | BN - UMNO     | 6145  |         | Votantes registrados: 15337 Participación: 13064 (85,2%) Votos anulados: 342 |  |
| N26 - KUALA PENYU              |               |       |         |                                                                              |  |
| Jusbian Kenneth                | Independiente | 44    |         | Votantes registrados: 14776 Participación: 12889 (87,2%) Votos anulados: 250 |  |
| Limus Jury                     | BN - UPKO     | 7311  | 2273    | Votantes registrados: 14776 Participación: 12889 (87,2%) Votos anulados: 250 |  |
| Johan OT Ghani                 | PR - PKR      | 5038  |         | Votantes registrados: 14776 Participación: 12889 (87,2%) Votos anulados: 250 |  |
| Ining Sintin                   | STAR          | 154   |         | Votantes registrados: 14776 Participación: 12889 (87,2%) Votos anulados: 250 |  |
| Md Tajuddin Md Walli           | Independiente | 92    |         | Votantes registrados: 14776 Participación: 12889 (87,2%) Votos anulados: 250 |  |
| N27 - LUMADAN                  |               |       |         |                                                                              |  |
| Abdul Rahman Md Yakub          | PR - PKR      | 2303  |         | Votantes registrados: 13797 Participación: 11722 (85%) Votos anulados: 246   |  |
| Jamain Sarudin                 | SAPP          | 143   |         | Votantes registrados: 13797 Participación: 11722 (85%) Votos anulados: 246   |  |
| Rapahi Edris                   | Independiente | 2476  |         | Votantes registrados: 13797 Participación: 11722 (85%) Votos anulados: 246   |  |
| Kamarlin Ombi                  | BN - UMNO     | 6338  | 3862    | Votantes registrados: 13797 Participación: 11722 (85%) Votos anulados: 246   |  |
| Saudi Suhaili                  | Independiente | 69    |         | Votantes registrados: 13797 Participación: 11722 (85%) Votos anulados: 246   |  |
| Mohd Jaafar Ibrahim            | STAR          | 147   |         | Votantes registrados: 13797 Participación: 11722 (85%) Votos anulados: 246   |  |
| N28 - SINDUMIN                 |               |       |         |                                                                              |  |
| Harunsah Ibrahim               | PR - PKR      | 3701  |         | Votantes registrados: 15390 Participación: 12587 (81,8%) Votos anulados: 340 |  |
| Semion Sakai                   | STAR          | 165   |         | Votantes registrados: 15390 Participación: 12587 (81,8%) Votos anulados: 340 |  |
| Amde Sidik                     | SAPP          | 357   |         | Votantes registrados: 15390 Participación: 12587 (81,8%) Votos anulados: 340 |  |
| Ahmad Bujang                   | BN - UMNO     | 8024  | 4323    | Votantes registrados: 15390 Participación: 12587 (81,8%) Votos anulados: 340 |  |
| N29 - KUNDASANG                |               |       |         |                                                                              |  |
| Jain Sauting                   | STAR          | 1117  |         | Votantes registrados: 13346 Participación: 10295 (77,1%) Votos anulados: 264 |  |
| Cleftus Stephen Spine          | Independiente | 87    |         | Votantes registrados: 13346 Participación: 10295 (77,1%) Votos anulados: 264 |  |
| Satiol Indong                  | PR - PKR      | 2231  |         | Votantes registrados: 13346 Participación: 10295 (77,1%) Votos anulados: 264 |  |
| Joachim Gunsalam               | BN - PBS      | 4206  | 1975    | Votantes registrados: 13346 Participación: 10295 (77,1%) Votos anulados: 264 |  |
| Japiril Suhaimin               | SAPP          | 2102  |         | Votantes registrados: 13346 Participación: 10295 (77,1%) Votos anulados: 264 |  |
| Sam Hondou                     | Independiente | 288   |         | Votantes registrados: 13346 Participación: 10295 (77,1%) Votos anulados: 264 |  |
| N30 - KARANAAN                 |               |       |         |                                                                              |  |
| Masidi Manjun                  | BN - UMNO     | 6292  | 3500    | Votantes registrados: 12471 Participación: 10353 (83%) Votos anulados: 171   |  |
| Jalidin Paidi                  | STAR          | 1067  |         | Votantes registrados: 12471 Participación: 10353 (83%) Votos anulados: 171   |  |
| Mat Jaili Samat                | Independiente | 31    |         | Votantes registrados: 12471 Participación: 10353 (83%) Votos anulados: 171   |  |
| Muhiddin Yusin                 | PR - PKR      | 2792  |         | Votantes registrados: 12471 Participación: 10353 (83%) Votos anulados: 171   |  |
| N31 - PAGINATAN                |               |       |         |                                                                              |  |
| Yazid Sahjinan                 | Independiente | 154   |         | Votantes registrados: 13285 Participación: 10772 (81,1%) Votos anulados: 174 |  |
| Siringan Gubat                 | BN - UPKO     | 5142  | 979     | Votantes registrados: 13285 Participación: 10772 (81,1%) Votos anulados: 174 |  |
| Amru Abd Kadir                 | PR - PKR      | 4163  |         | Votantes registrados: 13285 Participación: 10772 (81,1%) Votos anulados: 174 |  |
| Pedderin Tuliang               | STAR          | 1139  |         | Votantes registrados: 13285 Participación: 10772 (81,1%) Votos anulados: 174 |  |
| N32 - TAMBUNAN                 |               |       |         |                                                                              |  |
| Joseph Pairin Kitingan         | BN - PBS      | 5586  | 2079    | Votantes registrados: 13775 Participación: 11428 (83%) Votos anulados: 192   |  |
| Justin Yonsoding               | Independiente | 591   |         | Votantes registrados: 13775 Participación: 11428 (83%) Votos anulados: 192   |  |
| Wilfred Win Ponil              | PR - PKR      | 1744  |         | Votantes registrados: 13775 Participación: 11428 (83%) Votos anulados: 192   |  |
| Nestor Joannes                 | STAR          | 3507  |         | Votantes registrados: 13775 Participación: 11428 (83%) Votos anulados: 192   |  |
| Koh Kui Tze                    | Independiente | 63    |         | Votantes registrados: 13775 Participación: 11428 (83%) Votos anulados: 192   |  |
| N33 - BINGKOR                  |               |       |         |                                                                              |  |
| Ricky Sedomon                  | Independiente | 111   |         | Votantes registrados: 15902 Participación: 12908 (81,2%) Votos anulados: 185 |  |
| Ahmad Shah Hussein Tambakau    | PR - PKR      | 2368  |         | Votantes registrados: 15902 Participación: 12908 (81,2%) Votos anulados: 185 |  |
| Kennedy Jie John               | BN - UPKO     | 4894  |         | Votantes registrados: 15902 Participación: 12908 (81,2%) Votos anulados: 185 |  |
| Jeffrey Kitingan               | STAR          | 5350  | 456     | Votantes registrados: 15902 Participación: 12908 (81,2%) Votos anulados: 185 |  |
| N34 - LIAWAN                   |               |       |         |                                                                              |  |
| Sapin Karano                   | BN - UMNO     | 5383  | 1752    | Votantes registrados: 14033 Participación: 11507 (82%) Votos anulados: 172   |  |
| Paul Bunsu Gitang              | PR - PKR      | 3631  |         | Votantes registrados: 14033 Participación: 11507 (82%) Votos anulados: 172   |  |
| Nusleh Madarak                 | Independiente | 18    |         | Votantes registrados: 14033 Participación: 11507 (82%) Votos anulados: 172   |  |
| Pauket Yadiloh                 | SAPP          | 236   |         | Votantes registrados: 14033 Participación: 11507 (82%) Votos anulados: 172   |  |
| Nicholas James Guntobon        | STAR          | 2067  |         | Votantes registrados: 14033 Participación: 11507 (82%) Votos anulados: 172   |  |
| N35 - MELALAP                  |               |       |         |                                                                              |  |
| Radin Malleh                   | BN - PBS      | 4643  | 2599    | Votantes registrados: 12098 Participación: 9825 (81,2%) Votos anulados: 222  |  |
| Roger Stimin                   | SAPP          | 2044  |         | Votantes registrados: 12098 Participación: 9825 (81,2%) Votos anulados: 222  |  |
| Noorita Sual                   | PR - DAP      | 1992  |         | Votantes registrados: 12098 Participación: 9825 (81,2%) Votos anulados: 222  |  |
| Kong Fui Seng                  | STAR          | 924   |         | Votantes registrados: 12098 Participación: 9825 (81,2%) Votos anulados: 222  |  |
| N36 - KEMABONG                 |               |       |         |                                                                              |  |
| Rubin Balang                   | BN - UMNO     | 5765  | 3032    | Votantes registrados: 13246 Participación: 11104 (83,8%) Votos anulados: 404 |  |
| William Ensor Tingkalor        | SAPP          | 1047  |         | Votantes registrados: 13246 Participación: 11104 (83,8%) Votos anulados: 404 |  |
| Tay Jin Kiong                  | STAR          | 1155  |         | Votantes registrados: 13246 Participación: 11104 (83,8%) Votos anulados: 404 |  |
| Biou Suyan                     | PR - PKR      | 2733  |         | Votantes registrados: 13246 Participación: 11104 (83,8%) Votos anulados: 404 |  |
| N37 - SOOK                     |               |       |         |                                                                              |  |
| Ellron Angin                   | BN - PBRS     | 7223  | 4395    | Votantes registrados: 16387 Participación: 13535 (82,6%) Votos anulados: 301 |  |
| Liberty Lopog                  | PR - PKR      | 1911  |         | Votantes registrados: 16387 Participación: 13535 (82,6%) Votos anulados: 301 |  |
| Kustin Ladi                    | STAR          | 2828  |         | Votantes registrados: 16387 Participación: 13535 (82,6%) Votos anulados: 301 |  |
| Chong Yu Chee                  | SAPP          | 1226  |         | Votantes registrados: 16387 Participación: 13535 (82,6%) Votos anulados: 301 |  |
| Rusayidi Abdullah              | Independiente | 46    |         | Votantes registrados: 16387 Participación: 13535 (82,6%) Votos anulados: 301 |  |
| N38 - NABAWAN                  |               |       |         |                                                                              |  |
| Bobbey Ah Fang Suan            | BN - UPKO     | 3816  | 342     | Votantes registrados: 9850 Participación: 7844 (79,6%) Votos anulados: 185   |  |
| Sidum Manjin                   | MUPP          | 41    |         | Votantes registrados: 9850 Participación: 7844 (79,6%) Votos anulados: 185   |  |
| Raymond Ahuar                  | PR - PKR      | 3474  |         | Votantes registrados: 9850 Participación: 7844 (79,6%) Votos anulados: 185   |  |
| Fatimah Agitor                 | Independiente | 18    |         | Votantes registrados: 9850 Participación: 7844 (79,6%) Votos anulados: 185   |  |
| George Eram                    | STAR          | 310   |         | Votantes registrados: 9850 Participación: 7844 (79,6%) Votos anulados: 185   |  |
| N39 - SUGUT                    |               |       |         |                                                                              |  |
| Abdul Rahman Atang             | Independiente | 1465  |         | Votantes registrados: 9698 Participación: 7175 (74%) Votos anulados: 326     |  |
| James Ratib                    | BN - UMNO     | 4285  | 2820    | Votantes registrados: 9698 Participación: 7175 (74%) Votos anulados: 326     |  |
| Pagrios Zabang                 | PR - PKR      | 647   |         | Votantes registrados: 9698 Participación: 7175 (74%) Votos anulados: 326     |  |
| Datu Kamaruddin Datu Mustapha  | Independiente | 111   |         | Votantes registrados: 9698 Participación: 7175 (74%) Votos anulados: 326     |  |
| Masiawan Kunching              | STAR          | 341   |         | Votantes registrados: 9698 Participación: 7175 (74%) Votos anulados: 326     |  |
| N40 - LABUK                    |               |       |         |                                                                              |  |
| Metah Asang                    | BN - PBS      | 7408  | 4526    | Votantes registrados: 15041 Participación: 11737 (78%) Votos anulados: 209   |  |
| Tang Yung Hi                   | PR - PKR      | 2882  |         | Votantes registrados: 15041 Participación: 11737 (78%) Votos anulados: 209   |  |
| Pinus Gondili                  | STAR          | 1238  |         | Votantes registrados: 15041 Participación: 11737 (78%) Votos anulados: 209   |  |
| N41 - GUM-GUM                  |               |       |         |                                                                              |  |
| Hassan Hami                    | STAR          | 301   |         | Votantes registrados: 11724 Participación: 9220 (78,6%) Votos anulados: 180  |  |
| Ahmad Thamrin Mohd Jaini       | PR - PKR      | 3191  |         | Votantes registrados: 11724 Participación: 9220 (78,6%) Votos anulados: 180  |  |
| Zakaria Mohd Edris             | BN - UMNO     | 5548  | 2357    | Votantes registrados: 11724 Participación: 9220 (78,6%) Votos anulados: 180  |  |
| N42 - SUNGAI SIBUGA            |               |       |         |                                                                              |  |
| Musa Aman                      | BN - UMNO     | 16637 | 11569   | Votantes registrados: 28057 Participación: 22800 (81,3%) Votos anulados: 414 |  |
| Mohd Arshad Abdul              | Independiente | 201   |         | Votantes registrados: 28057 Participación: 22800 (81,3%) Votos anulados: 414 |  |
| A M Jaffar Juana               | SAPP          | 265   |         | Votantes registrados: 28057 Participación: 22800 (81,3%) Votos anulados: 414 |  |
| Mohd Roslan Yussof             | STAR          | 215   |         | Votantes registrados: 28057 Participación: 22800 (81,3%) Votos anulados: 414 |  |
| Irwanshah Mustapa              | PR - PKR      | 5068  |         | Votantes registrados: 28057 Participación: 22800 (81,3%) Votos anulados: 414 |  |
| N43 - SEKONG                   |               |       |         |                                                                              |  |
| Musah Ghani                    | PR - PKR      | 3368  |         | Votantes registrados: 14234 Participación: 11121 (78,1%) Votos anulados: 351 |  |
| Ahmad Ibrahim                  | STAR          | 100   |         | Votantes registrados: 14234 Participación: 11121 (78,1%) Votos anulados: 351 |  |
| Awang Othman                   | SAPP          | 354   |         | Votantes registrados: 14234 Participación: 11121 (78,1%) Votos anulados: 351 |  |
| Datu Ilahan Datu Amilbangsa    | Independiente | 50    |         | Votantes registrados: 14234 Participación: 11121 (78,1%) Votos anulados: 351 |  |
| Samsudin Yahya                 | BN - UMNO     | 6898  | 3530    | Votantes registrados: 14234 Participación: 11121 (78,1%) Votos anulados: 351 |  |
| N44 - KARAMUNTING              |               |       |         |                                                                              |  |
| Chong Ket Kiun                 | PR - DAP      | 5380  |         | Votantes registrados: 15972 Participación: 12245 (76,7%) Votos anulados: 278 |  |
| Yong Vui Min                   | SAPP          | 352   |         | Votantes registrados: 15972 Participación: 12245 (76,7%) Votos anulados: 278 |  |
| Charles O Pang Su Pin          | BN - LDP      | 6235  | 855     | Votantes registrados: 15972 Participación: 12245 (76,7%) Votos anulados: 278 |  |
| N45 - ELOPURA                  |               |       |         |                                                                              |  |
| Liau Fook Kong                 | SAPP          | 469   |         | Votantes registrados: 22317 Participación: 16709 (74,9%) Votos anulados: 281 |  |
| Au Kam Wah                     | BN - Gerakan  | 8105  | 251     | Votantes registrados: 22317 Participación: 16709 (74,9%) Votos anulados: 281 |  |
| Hiew Vun Zin                   | PR - DAP      | 7854  |         | Votantes registrados: 22317 Participación: 16709 (74,9%) Votos anulados: 281 |  |
| N46 - TANJONG PAPAT            |               |       |         |                                                                              |  |
| Poon Ming Fung                 | PR - DAP      | 4631  |         | Votantes registrados: 14748 Participación: 11181 (75,8%) Votos anulados: 206 |  |
| Yong Chie Man                  | SAPP          | 191   |         | Votantes registrados: 14748 Participación: 11181 (75,8%) Votos anulados: 206 |  |
| Tan Shu Kiah                   | BN - Gerakan  | 6153  | 1522    | Votantes registrados: 14748 Participación: 11181 (75,8%) Votos anulados: 206 |  |
| N47 - KUAMUT                   |               |       |         |                                                                              |  |
| Mustapa Tambuyong              | PR - PKR      | 2989  |         | Votantes registrados: 14934 Participación: 12142 (81,3%) Votos anulados: 350 |  |
| Edward Podok                   | STAR          | 1196  |         | Votantes registrados: 14934 Participación: 12142 (81,3%) Votos anulados: 350 |  |
| Masiung Banah                  | BN - UPKO     | 7607  | 4618    | Votantes registrados: 14934 Participación: 12142 (81,3%) Votos anulados: 350 |  |
| N48 - SUKAU                    |               |       |         |                                                                              |  |
| Saddi Abdu Rahman              | BN - UMNO     | 5851  | 4419    | Votantes registrados: 9813 Participación: 7813 (79,6%) Votos anulados: 244   |  |
| Aprin Musin                    | SAPP          | 89    |         | Votantes registrados: 9813 Participación: 7813 (79,6%) Votos anulados: 244   |  |
| Ahdah Sulaiman                 | PR - PAS      | 1432  |         | Votantes registrados: 9813 Participación: 7813 (79,6%) Votos anulados: 244   |  |
| Juhori Paritai                 | STAR          | 197   |         | Votantes registrados: 9813 Participación: 7813 (79,6%) Votos anulados: 244   |  |
| N49 - TUNGKU                   |               |       |         |                                                                              |  |
| Tsen Yun Fah                   | Independiente | 96    |         | Votantes registrados: 14626 Participación: 11305 (77,3%) Votos anulados: 287 |  |
| Shuaib Mutalib                 | SAPP          | 373   |         | Votantes registrados: 14626 Participación: 11305 (77,3%) Votos anulados: 287 |  |
| Mohd Suhaili Said              | BN - UMNO     | 7848  | 5484    | Votantes registrados: 14626 Participación: 11305 (77,3%) Votos anulados: 287 |  |
| Johani Abd Halim               | PR - PKR      | 2364  |         | Votantes registrados: 14626 Participación: 11305 (77,3%) Votos anulados: 287 |  |
| Johan Nul                      | STAR          | 337   |         | Votantes registrados: 14626 Participación: 11305 (77,3%) Votos anulados: 287 |  |
| N50 - LAHAD DATU               |               |       |         |                                                                              |  |
| Aliandu Enjil                  | SAPP          | 912   |         | Votantes registrados: 25209 Participación: 19187 (76,1%) Votos anulados: 451 |  |
| Mohammad Yusoff Apdal          | BN - UMNO     | 12949 | 8415    | Votantes registrados: 25209 Participación: 19187 (76,1%) Votos anulados: 451 |  |
| Hamid Awong                    | PR - PKR      | 4534  |         | Votantes registrados: 25209 Participación: 19187 (76,1%) Votos anulados: 451 |  |
| Ariffin Hamid                  | STAR          | 341   |         | Votantes registrados: 25209 Participación: 19187 (76,1%) Votos anulados: 451 |  |
| N51 - KUNAK                    |               |       |         |                                                                              |  |
| Abd Sattal Shafiee             | Independiente | 64    |         | Votantes registrados: 11752 Participación: 9106 (77,5%) Votos anulados: 295  |  |
| Hussein Ibnu Hassan            | Independiente | 1034  |         | Votantes registrados: 11752 Participación: 9106 (77,5%) Votos anulados: 295  |  |
| Kasman Karate                  | PR - PAS      | 1002  |         | Votantes registrados: 11752 Participación: 9106 (77,5%) Votos anulados: 295  |  |
| Nilwan Kabang                  | BN - UMNO     | 6394  | 5360    | Votantes registrados: 11752 Participación: 9106 (77,5%) Votos anulados: 295  |  |
| Valentine Sebastian            | STAR          | 200   |         | Votantes registrados: 11752 Participación: 9106 (77,5%) Votos anulados: 295  |  |
| Sharif Shamsuddin Sharif Sagaf | Independiente | 117   |         | Votantes registrados: 11752 Participación: 9106 (77,5%) Votos anulados: 295  |  |
| N52 - SULABAYAN                |               |       |         |                                                                              |  |
| Hasaman Sagaran                | MUPP          | 227   |         | Votantes registrados: 12683 Participación: 9413 (74,2%) Votos anulados: 499  |  |
| Hussein Mumakil                | Independiente | 347   |         | Votantes registrados: 12683 Participación: 9413 (74,2%) Votos anulados: 499  |  |
| Jaujan Sambakong               | BN - UMNO     | 6546  | 5129    | Votantes registrados: 12683 Participación: 9413 (74,2%) Votos anulados: 499  |  |
| Mamat Barhana                  | Independiente | 74    |         | Votantes registrados: 12683 Participación: 9413 (74,2%) Votos anulados: 499  |  |
| Hermeny Murgal                 | PR - PKR      | 1417  |         | Votantes registrados: 12683 Participación: 9413 (74,2%) Votos anulados: 499  |  |
| Julkalani Abd Rahman           | Independiente | 107   |         | Votantes registrados: 12683 Participación: 9413 (74,2%) Votos anulados: 499  |  |
| Ghazalie Pg Hindi              | Independiente | 196   |         | Votantes registrados: 12683 Participación: 9413 (74,2%) Votos anulados: 499  |  |
| N53 - SENALLANG                |               |       |         |                                                                              |  |
| Baharuddin Mustapha            | Independiente | 164   |         | Votantes registrados: 13226 Participación: 9105 (68,8%) Votos anulados: 326  |  |
| Mohd Amin Abdul mem            | PR - PKR      | 1516  |         | Votantes registrados: 13226 Participación: 9105 (68,8%) Votos anulados: 326  |  |
| Nasir Sakaran                  | BN - UMNO     | 7425  | 5909    | Votantes registrados: 13226 Participación: 9105 (68,8%) Votos anulados: 326  |  |
| Abdul Manang Hatib Lawari      | Independiente | 546   |         | Votantes registrados: 13226 Participación: 9105 (68,8%) Votos anulados: 326  |  |
| Ab Karim Talip                 | Independiente | 145   |         | Votantes registrados: 13226 Participación: 9105 (68,8%) Votos anulados: 326  |  |
| N54 - BUGAYA                   |               |       |         |                                                                              |  |
| Abdul Hussin Kiamsin           | Independiente | 3139  |         | Votantes registrados: 15698 Participación: 11968 (76,2%) Votos anulados: 455 |  |
| Atal Muhammad K K Abd Menang   | Independiente | 201   |         | Votantes registrados: 15698 Participación: 11968 (76,2%) Votos anulados: 455 |  |
| Ramlee Marahaban               | BN - UMNO     | 6642  | 3503    | Votantes registrados: 15698 Participación: 11968 (76,2%) Votos anulados: 455 |  |
| Alimin Budin                   | Independiente | 638   |         | Votantes registrados: 15698 Participación: 11968 (76,2%) Votos anulados: 455 |  |
| Hasai Tudai                    | PR - PAS      | 702   |         | Votantes registrados: 15698 Participación: 11968 (76,2%) Votos anulados: 455 |  |
| Abdullah Sani Abdul Salleh     | Independiente | 191   |         | Votantes registrados: 15698 Participación: 11968 (76,2%) Votos anulados: 455 |  |
| N55 - BALUNG                   |               |       |         |                                                                              |  |
| S Abas S Ali                   | BN - UMNO     | 7843  | 5569    | Votantes registrados: 13504 Participación: 10692 (79,2%) Votos anulados: 195 |  |
| Abdul Hamid Amit Mohammad Noor | SAPP          | 200   |         | Votantes registrados: 13504 Participación: 10692 (79,2%) Votos anulados: 195 |  |
| Frank Salazar                  | PR - PKR      | 2274  |         | Votantes registrados: 13504 Participación: 10692 (79,2%) Votos anulados: 195 |  |
| Mohd Abdillah Timbasal         | Independiente | 180   |         | Votantes registrados: 13504 Participación: 10692 (79,2%) Votos anulados: 195 |  |
| N56 - APAS                     |               |       |         |                                                                              |  |
| Tahir Dahu                     | SAPP          | 149   |         | Votantes registrados: 15818 Participación: 12455 (78,7%) Votos anulados: 327 |  |
| Chok Yit Min                   | STAR          | 75    |         | Votantes registrados: 15818 Participación: 12455 (78,7%) Votos anulados: 327 |  |
| Alizaman Jijurahman            | PR - PKR      | 2891  |         | Votantes registrados: 15818 Participación: 12455 (78,7%) Votos anulados: 327 |  |
| Tawfiq Abu Bakar Titingan      | BN - UMNO     | 9013  | 6122    | Votantes registrados: 15818 Participación: 12455 (78,7%) Votos anulados: 327 |  |
| N57 - SRI TANJONG              |               |       |         |                                                                              |  |
| Fung Len Fui                   | BN - PBS      | 5021  |         | Votantes registrados: 22151 Participación: 16558 (74,8%) Votos anulados: 201 |  |
| Olivia Chong Oi Yun            | STAR          | 128   |         | Votantes registrados: 22151 Participación: 16558 (74,8%) Votos anulados: 201 |  |
| Yong Ah Poh                    | SAPP          | 260   |         | Votantes registrados: 22151 Participación: 16558 (74,8%) Votos anulados: 201 |  |
| Chan Foong Hin                 | PR - DAP      | 10948 | 5927    | Votantes registrados: 22151 Participación: 16558 (74,8%) Votos anulados: 201 |  |
| N58 - MEROTAI                  |               |       |         |                                                                              |  |
| Mohd Manuke                    | Independiente | 342   |         | Votantes registrados: 18317 Participación: 14162 (77,3%) Votos anulados: 238 |  |
| Rita Rudianshah Abu Bakar      | Independiente | 104   |         | Votantes registrados: 18317 Participación: 14162 (77,3%) Votos anulados: 238 |  |
| Ho Shau Vui                    | SAPP          | 221   |         | Votantes registrados: 18317 Participación: 14162 (77,3%) Votos anulados: 238 |  |
| Chin Chee Syn                  | Independiente | 1255  |         | Votantes registrados: 18317 Participación: 14162 (77,3%) Votos anulados: 238 |  |
| Pang Yuk Ming                  | BN - LDP      | 8045  | 4088    | Votantes registrados: 18317 Participación: 14162 (77,3%) Votos anulados: 238 |  |
| Ahmad Dullah                   | PR - PAS      | 3957  |         | Votantes registrados: 18317 Participación: 14162 (77,3%) Votos anulados: 238 |  |
| N59 - TANJONG BATU             |               |       |         |                                                                              |  |
| Fatmawaty Mohd Yusuf           | PR - PAS      | 3228  |         | Votantes registrados: 18345 Participación: 14338 (78,2%) Votos anulados: 252 |  |
| Hamisa Samat                   | BN - UMNO     | 10858 | 7630    | Votantes registrados: 18345 Participación: 14338 (78,2%) Votos anulados: 252 |  |
| N60 - SEBATIK                  |               |       |         |                                                                              |  |
| Mohammad Yusup Lewah           | Independiente | 249   |         | Votantes registrados: 10088 Participación: 7595 (75,3%) Votos anulados: 293  |  |
| Daud Jalaluddin                | PR - PAS      | 1344  |         | Votantes registrados: 10088 Participación: 7595 (75,3%) Votos anulados: 293  |  |
| Abd Muis Picho                 | BN - UMNO     | 5484  | 4140    | Votantes registrados: 10088 Participación: 7595 (75,3%) Votos anulados: 293  |  |
| Mohammad Jeffry Rosman         | STAR          | 225   |         | Votantes registrados: 10088 Participación: 7595 (75,3%) Votos anulados: 293  |  |